# Tom Harrell
Tom Harrell (Urbana, 16 juni 1946) is een Amerikaanse jazzmuzikant (trompet, bugel) en componist.

## Biografie
Tom Harrell begon op 8-jarige leeftijd trompet te leren. Spoedig verhuisde hij met zijn ouders naar San Francisco. Daar trad hij op 13-jarige leeftijd al op met plaatselijke bands. In 1969 beëindigde hij zijn studie aan de Stanford University en werd hij lid van het orkest van Stan Kenton, ging met het orkest op tournee en was betrokken bij opnamen. Nadat hij Kentons band had verlaten, speelde hij bij de Woody Herman Big Band (1970-1971), Azteca (1972),het Horace Silver Quintet (1973–1974), de Sam Jones Big Band, het Lee Konitz Nonet (1979–1981), George Russell, het Mel Lewis Orchestra (1981) en bij Charlie Hadens Liberation Music Orchestra. Bovendien maakte hij opnamen met Bill Evans, Dizzy Gillespie, Bob Brookmeyer, Lionel Hampton en anderen. Van 1983 tot 1989 was hij een belangrijk lid van het Phil Woods Quintet, toerde hij over de gehele wereld en voltooide hij talrijke opnamen.
Sinds 1989 heeft hij een eigen band, meestal in kwintet-formatie, soms ook in een bigband-bezetting. Er bestaat nauwelijks een belangrijke jazzclub of jazzfestival, waar hij niet heeft opgetreden. Hij nam op voor talrijke jazzlabels, waaronder Pinnacle, Blackhawk Records, Criss Cross, SteepleChase Records, Contemporary Records, Chesky Records en RCA Records. Voor zijn plaatopnamen kon hij als sideman muzikanten engageren als Kenny Garrett, Kenny Barron, John Scofield, Joe Lovano, Danilo Pérez, Leon Parker, Billy Hart, Charlie Haden, Reggie Johnson en Art Farmer. De beide publicaties  Light On (2007) en Prana Dance (2009) speelde Harrell in kwintet-bezetting in, samen met Wayne Escoffery (tenorsaxofoon), Danny Grissett (Fender Rhodes en piano), Ugonna Okegwo (bas) en Johnathan Blake (drums). 
In september 2016 verscheen het album Something Gold, Something Blue met bijna alles eigen composities, uitgezonderd de klassieker Body and Soul, waarbij hij nauw samenwerkte met Ambrose Akinmusire. Het in 2017 in kwartetbezetting (Adam Cruz (drums), Danny Grissett (piano), Ugonna Okegwo (bas)) wederom bij HighNote Records uitgebrachte album Moving Picture, presenteerde hij in 2018 ook tijdens een kleine Europese tournee, onder andere in Berlijn en Münster. Het optreden in het Berlijnse 'Quasimodo' werd opgenomen en op 28 mei 2018 uitgezonden in de serie In Concert van Deutschlandfunk Kultur.

## Privéleven
Tom Harrell heeft buiten het podium te maken met een zware geestelijke beperking, aangezien hij lijdt aan schizofrenie. Zijn echtgenote Angela, die bij Moving Picture ook als co-producente werkzaam is, stelde hem in staat om die beperkingen te overwinnen en zijn beroep in de muziekbusiness te vervolgen.

## Discografie
- 1986: Phil Woods: Heaven (Evidence Records), met Hal Galper, Steve Gilmore en Bill Goodwin
- 1995: Jim Hall: Dialogues (Telarc Records), met Bill Frisell, Gil Goldstein, Joe Lovano en Mike Stern
- 2003: Sail Away (Original Jazz Classics, opname 1989), met James Williams, Ray Drummond en Adam Nussbaum
- 1996: Joe Lovano: Live at the Village Vanguard (Blue Note Records), met Christian McBride, Lewis Nash, Billy Hart, Mulgrew Miller en Anthony Cox
- 2007: Light On (Highnote Records), met Wayne Escoffery, Danny Grissett, Ugonna Okegwo en Johnathan Blake
- 2009: Prana Dance (Highnote Records), met Wayne Escoffery, Danny Grissett, Ugonna Okegwo en Johnathan Blake
- 2011: The Time of the Sun (HighNote Records)
- 2012: Number Five (HighNote Records)
- 2013: Colors of a Dream (HighNote Records)
- 2016: Something Gold, Something Blue met Ambrose Akinmusire
- 2017: Moving Picture (HighNote Records) met Adam Cruz, Danny Grissett, Ugonna Okegwo
- 2019: Infinity (HighNote Records) met Mark Turner, Charles Altura, Ben Street, Johnathan Blake

- Bibliothèque nationale de France: cb139215187 (data)
- CiNii: DA1591826X
- Gemeinsame Normdatei: 134398254
- International Standard Name Identifier: 0000 0001 1450 710X
- Library of Congress Control Number: n80120383
- MusicBrainz: 8943189a-0f1e-486c-b639-8df4a5b5fd62
- Nationale Bibliotheek van Tsjechië: xx0062472
- Nationale Bibliotheek van Israël: 987007330142805171
- Nederlandse Thesaurus van Auteursnamen: 09963774X
- Système universitaire de documentation: 156626845
- Virtual International Authority File: 85704070
- WorldCat: E39PBJvxxfb4YKHDRd8YPGPPcP